# Elisa d'Este

Stemma degli Estensi

Elisa d'Este (Ferrara, 1337 – 12 agosto 1402) è stata una nobile italiana.

## Biografia
Era figlia di Obizzo III d'Este signore di Ferrara e di Lippa Ariosti. Divenne signora consorte di Ravenna sposando nel 1350 Guido III da Polenta.

## Discendenza
Elisa e Guido ebbero tredici figli:
- Bernardino II (?-1400), successore del padre assieme al fratello Ostasio;
- Leta o Lisa (?-1402), che sposò Astorgio Manfredi;
- Ostasio II (?-1396), successore del padre insieme al fratello Bernardino;
- Alda, che sposò Niccolò Casali;
- Azzo;
- Beatrice, che sposò Alberico da Barbiano;
- Obizzo (?-1431), signore di Ravenna insieme al fratello Aldobrandino;
- Aldobrandino (?-1406), co-signore di Ravenna col fratello Obizzo;
- Anglico, religioso;
- Eletta, che sposò Francesco Gonzaga (figlio di Guido Gonzaga, signore di Mantova);
- Pietro (?-1403), uomo d'armi;
- Licinia o Sicinia, che sposò Venanzio da Varano;
- Samaritana (?-1393 ca.), che sposò Antonio della Scala, signore di Verona.

## Ascendenza
|                        |                   |                          | Genitori                |  |  | Nonni |  |  | Bisnonni         |  |  | Trisnonni        |  |
|                        |                   |                          |                         |  |  |       |  |  | Obizzo II d'Este |  |  | Rinaldo I d'Este |  |
|                        |                   |                          |                         |  |  |       |  |  | Obizzo II d'Este |  |  | Rinaldo I d'Este |  |
|                        |                   | …                        |                         |  |  |       |  |  | Obizzo II d'Este |  |  |                  |  |
| Aldobrandino II d'Este |                   |                          |                         |  |  |       |  |  | Obizzo II d'Este |  |  |                  |  |
|                        |                   | Giacomina Fieschi        | Nicolò Fieschi          |  |  |       |  |  |                  |  |  |                  |  |
|                        |                   | Giacomina Fieschi        | Nicolò Fieschi          |  |  |       |  |  |                  |  |  |                  |  |
|                        |                   | Giacomina Fieschi        | Leonora                 |  |  |       |  |  |                  |  |  |                  |  |
| Obizzo III d'Este      |                   | Giacomina Fieschi        |                         |  |  |       |  |  |                  |  |  |                  |  |
|                        |                   | Tobia Rangoni            | Guglielmo Rangoni       |  |  |       |  |  |                  |  |  |                  |  |
|                        |                   | Tobia Rangoni            | Guglielmo Rangoni       |  |  |       |  |  |                  |  |  |                  |  |
|                        |                   | Tobia Rangoni            | …                       |  |  |       |  |  |                  |  |  |                  |  |
| Alda Rangoni           |                   | Tobia Rangoni            |                         |  |  |       |  |  |                  |  |  |                  |  |
|                        |                   | Caracosa Lupi di Soragna | Ugolino Lupi di Soragna |  |  |       |  |  |                  |  |  |                  |  |
|                        |                   | Caracosa Lupi di Soragna | Ugolino Lupi di Soragna |  |  |       |  |  |                  |  |  |                  |  |
|                        |                   | Caracosa Lupi di Soragna | …                       |  |  |       |  |  |                  |  |  |                  |  |
| Elisa d'Este           |                   | Caracosa Lupi di Soragna |                         |  |  |       |  |  |                  |  |  |                  |  |
|                        | Bonifazio Ariosto | …                        |                         |  |  |       |  |  |                  |  |  |                  |  |
|                        | Bonifazio Ariosto | …                        |                         |  |  |       |  |  |                  |  |  |                  |  |
|                        | Bonifazio Ariosto | …                        |                         |  |  |       |  |  |                  |  |  |                  |  |
| Jacopo Ariosto         | Bonifazio Ariosto |                          |                         |  |  |       |  |  |                  |  |  |                  |  |
|                        |                   | ...                      | …                       |  |  |       |  |  |                  |  |  |                  |  |
|                        |                   | ...                      | …                       |  |  |       |  |  |                  |  |  |                  |  |
|                        |                   | ...                      | …                       |  |  |       |  |  |                  |  |  |                  |  |
| Lippa Ariosti          |                   | ...                      |                         |  |  |       |  |  |                  |  |  |                  |  |
|                        |                   | ...                      | …                       |  |  |       |  |  |                  |  |  |                  |  |
|                        |                   | ...                      | …                       |  |  |       |  |  |                  |  |  |                  |  |
|                        |                   | ...                      | …                       |  |  |       |  |  |                  |  |  |                  |  |
| ...                    |                   | ...                      |                         |  |  |       |  |  |                  |  |  |                  |  |
|                        |                   | …                        | …                       |  |  |       |  |  |                  |  |  |                  |  |
|                        |                   | …                        | …                       |  |  |       |  |  |                  |  |  |                  |  |
|                        |                   | …                        | …                       |  |  |       |  |  |                  |  |  |                  |  |
|                        |                   | …                        |                         |  |  |       |  |  |                  |  |  |                  |  |